# Rouvray (Côte-d’Or)
Rouvray – miejscowość i gmina we Francji, w regionie Burgundia-Franche-Comté, w departamencie Côte-d’Or.
Według danych na rok 1990 gminę zamieszkiwało 601 osób, a gęstość zaludnienia wynosiła 63 osoby/km² (wśród 2044 gmin Burgundii Rouvray plasuje się na 390. miejscu pod względem liczby ludności, natomiast pod względem powierzchni na miejscu 958.).